# Echthodopa pubera
Echthodopa pubera är en tvåvingeart som beskrevs av Friedrich Hermann Loew 1866. Echthodopa pubera ingår i släktet Echthodopa och familjen rovflugor. Inga underarter finns listade i Catalogue of Life.